# Louis Consalvo
Louis Consalvo, detto Louie Eggs (New Jersey, 3 luglio 1958), è un mafioso statunitense, capitano della famiglia DeCavalcante.

## Biografia
Residente da sempre a Old Bridge Township, nel New Jersey, Louis "Louie Eggs" Consalvo avrebbe fatto il suo ingresso nella famiglia mafiosa DeCavalcante, attiva nel nord dello stato, durante la scomparsa dell’allora sottocapo Louis "Fat Lou" LaRasso, avvenuta nel novembre del 1991. Secondo quanto riportato, Consalvo, Gregory Rago e Anthony Capo furono coinvolti nell’omicidio di LaRasso in cambio della promozione a “uomini d’onore” (made men), cioè membri a pieno titolo dell’organizzazione.
Consalvo è nipote di Carmine e Francis Consalvo, parenti acquisiti del capodecina della famiglia Bonanno, Frank Lino. È inoltre cognato di Philip C. Abramo, altro capodecina della famiglia DeCavalcante. Louis possiede anche una licenza da broker rilasciata dalla Financial Industry Regulatory Authority (FINRA).

## Carriera criminale
A metà degli anni Novanta, Consalvo e Rago iniziarono a lavorare in un circolo privato su Mott Street, a New York, gestendo varie attività illecite a Manhattan. Queste operazioni portarono a un conflitto tra la famiglia del New Jersey e le famiglie mafiose di New York. In un incontro a New York per dirimere la questione, la famiglia DeCavalcante fu rappresentata dal boss reggente Giacomo "Jake" Amari e dal consigliere Stefano "Steve the Truck Driver" Vitabile. Dall’altra parte c’erano il capodecina e boss di strada dei Gambino, Nicholas "Little Nick" Corozzo, e il consigliere reggente della famiglia Colombo, Vincenzo "Vinny" Aloi. I rappresentanti delle Cinque Famiglie sostennero che le attività di Consalvo, trovandosi a New York, avrebbero dovuto essere sotto la loro giurisdizione e non dei DeCavalcante.
Il conflitto si concluse pacificamente con l’accordo che la famiglia DeCavalcante non avrebbe più potuto “creare” nuovi membri al di fuori del New Jersey e di South Philadelphia, due aree storicamente legate al loro reclutamento.

### Il comitato direttivo
Consalvo e Rago iniziarono a operare nel New Jersey, concentrando le loro attività criminali su racket sindacali, usura, gioco d'azzardo illegale ed estorsione. Nel 1997, alla morte del boss Giacomo Amari, venne istituito un comitato direttivo per gestire le operazioni quotidiane della famiglia. Ne facevano parte Vincent "Vinny Ocean" Palermo, Charles "Big Ears" Majuri e Girolamo "Jimmy" Palermo.
L’instaurazione del comitato generò subito tensioni: Majuri riteneva di meritare la carica di boss reggente per via del suo lungo servizio nella famiglia. Palermo tentò allora di organizzare un attentato contro Majuri, arruolando membri della stessa organizzazione, che però si tirarono indietro per timore. Alla fine, Palermo decise che Majuri non rappresentava una minaccia e assunse il pieno controllo delle operazioni quotidiane, diventando di fatto il capo della famiglia.

## Arresto e condanna
Il 19 ottobre 2000, cinquanta membri della famiglia DeCavalcante furono incriminati con accuse federali di associazione a delinquere di stampo mafioso. Consalvo fu accusato di aver preso parte all’omicidio di Louis LaRasso nel 1991, oltre che di usura, gestione di un giro di scommesse illegali e cospirazione per commettere frode finanziaria. Accettò un patteggiamento e, nel 2002, fu condannato a una pena compresa tra i 20 e i 25 anni di reclusione. Fu detenuto presso il Federal Correctional Institution (FCI) di Elkton, in Ohio, e venne rilasciato il 14 febbraio 2012.
Nel 2013, venne nominato capitano della squadra guidata dal cognato Philip Abramo.